# Luis Pérez Luz
Luis Alberto Pérez Luz – piłkarz urugwajski, pomocnik.
Pérez Luz razem z klubem Club Nacional de Football zdobył w 1939 roku tytuł mistrza Urugwaju.
Jako piłkarz klubu Sud América Montevideo wziął udział w turnieju Copa América 1942, gdzie Urugwaj zdobył tytuł mistrza Ameryki Południowej. Pérez Luz nie zagrał w żadnym meczu.
Jako piłkarz klubu River Plate Montevideo wziął udział w turnieju Copa América 1947, gdzie Urugwaj zajął trzecie miejsce. Pérez Luz zagrał tylko w jednym meczu - z Boliwią.